# Accessibilità (web)
Per accessibilità web si intende la possibilità, da parte dei sistemi informatici, di fornire i servizi anche a coloro che sono affetti da disabilità temporanee e non, che quindi utilizzano tecnologie assistive. Si riferisce alle pratiche inclusive di rimozione delle barriere che impediscono l’interazione o l’accesso ai siti web da parte di persone con disabilità.
Le persone con disabilità incontrano difficoltà nella navigazione di determinati siti poiché questi ultimi presentano delle “barriere architettoniche informatiche” che minano il concetto di utilizzo universale dei siti internet. Chi lavora nella programmazione web, a volte non tiene conto della possibilità che alcuni utenti con disabilità possano utilizzare periferiche specificatamente elaborate per ovviare alla disabilità.

## Descrizione
Numerosi documenti nazionali e internazionali fissano regole e strategie per ovviare a problemi di accessibilità. La legge italiana n.4 del 9 gennaio 2004 (Legge Stanca) sancisce:
a) «accessibilità»: la capacità dei sistemi informatici, nelle forme e nei limiti consentiti dalle conoscenze tecnologiche, di erogare servizi e fornire informazioni fruibili, senza discriminazioni, anche da parte di coloro che a causa di disabilità necessitano di tecnologie assistive o configurazioni particolari;
b) «tecnologie assistive»: gli strumenti e le soluzioni tecniche, hardware e software, che permettono alla persona disabile, superando o riducendo le condizioni di svantaggio, di accedere alle informazioni e ai servizi erogati dai sistemi informatici.»
(Disposizioni per favorire l’accesso dei soggetti disabili agli strumenti informatici)
Quando i siti sono correttamente progettati, sviluppati e scritti, tutti gli utenti hanno uguale accesso alle informazioni e alle funzionalità. Per esempio, quando un sito è codificato semanticamente in HTML, con equivalenti testuali forniti sotto forma di immagini e con collegamenti chiamati significativamente, questo aiuta gli utenti ciechi usando software di lettura testo e/o hardware di conversione testo in Braille. Quando il testo e le immagini sono grandi e/o ingrandibili, è più facile per gli utenti di vista debole di leggere e capirne il contenuto. Quando i collegamenti sono sottolineati (o in alternativa differenziati) così come colorati, questo assicura che gli utenti daltonici saranno in grado di notarli. Quando i collegamenti cliccabili e gli spazi sono larghi, questo aiuta gli utenti che non possono controllare il mouse con precisione. Quando le pagine sono codificate in modo che gli utenti possano navigare utilizzando solo la tastiera, o con un solo scambio di utilizzo tra i dispositivi, questo aiuta gli utenti che non possono usare un mouse o anche una tastiera standard. Quando i video sono sottotitolati o quando è disponibile una versione del linguaggio dei segni, gli utenti sordi o con difficoltà uditive possono capire il video. Quando gli effetti luminosi lampeggianti vengono evitati o resi opzionali, gli utenti soggetti ad attacchi epilettici causati da questi effetti non vengono messi a rischio; e quando i contenuti sono scritti in un linguaggio semplice e illustrati con diagrammi didattici e animazioni, gli utenti con dislessia e difficoltà d’apprendimento sono in grado di capire meglio il contenuto. Quando i siti sono correttamente costruiti e mantenuti tutte queste categorie di utenti si possono adattare senza diminuire l’utilizzo del sito per utenti non disabili.
Le esigenze che l’accessibilità web si prefigge di affrontare includono:
- Vista: lesioni visive che includono la cecità, vari tipi comuni di visione ridotta e di cattiva vista, vari tipi di cecità del colore;
- Movimento: per esempio difficoltà o inabilità nell'uso delle mani, includendo tremori, indolenza muscolare, perdita di un controllo muscolare preciso, ecc., dovuti a condizioni come morbo di Parkinson, distrofia muscolare, paralisi cerebrale, ictus;
- Udito: sordità o disturbi dell’udito, compresi individui che hanno difficoltà ad udire;
- Convulsioni: crisi epilettiche causate da strobo visivi o effetti lampeggianti;
- Intelletto: disabilità nello sviluppo, disabilità nell'apprendimento (dislessia, discalculia ,ecc.), e disabilità cognitive di origine diversa, che influenzano la memoria, l’attenzione, lo sviluppo della maturità, la risoluzione dei problemi e le abilità logiche, ecc.

### Componenti essenziali dell'accessibilità web
L’accessibilità ai siti web si basa sulla cooperazione di 8 componenti:
1. Il sito web stesso – informazioni naturali (testi, immagini e suoni) e il codice di marcatura che definisce la sua struttura e presentazione
2. Agenti utente, come i browser web e i lettori multimediali
3. Tecnologie di assistenza, come lettori di schermo e dispositivi di input usati a sostituzione delle convenzionali tastiere e mouse
4. La conoscenza dell’utente e l’esperienza usando il web
5. Sviluppatori
6. Strumenti di creazione
7. Strumenti di valutazione
8. Un’accessibilità al web standard definita, o una politica per la sua organizzazione (contro cui valutare l’accessibilità)

Queste componenti interagiscono con gli altri per creare un ambiente accessibile alle persone con disabilità.
Gli sviluppatori web di solito usano strumenti di creazione e valutazione per creare contenuti web. Gli utenti usano i web browsers, lettori multimediali, tecnologie assistive o altri “agenti utente” per ottenere e interagire con il contenuto.

### Requisiti tecnici di accessibilità

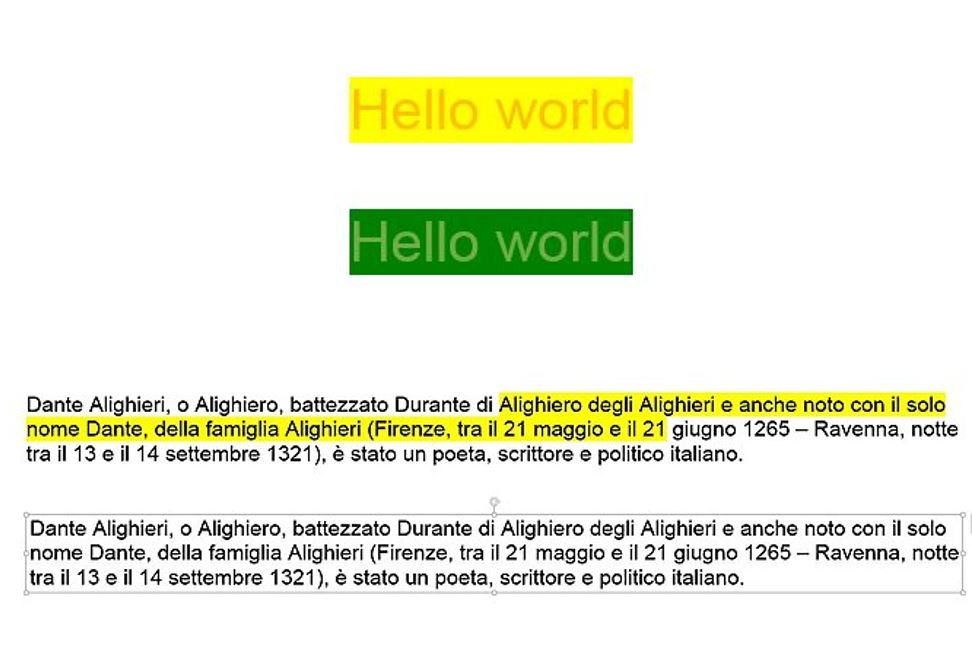
Le prime due parole hanno poco contrasto e non creano una buona accessibilità. I due paragrafi sono esteticamente uguali ma il primo è vero testo (HTML o PDF) indicizzabile, evidenziabile e copiabile mentre il secondo è un'immagine. Il primo è più accessibile perché è letto interamente dagli screen readers.

Per valutare la corretta accessibilità di un sito si fa riferimento ai criteri di successo delle WCAG 2.0. La valutazione viene effettuata tramite il simbolo "A", più "A" sono associate al sito maggiore sarà l'accessibilità del sito. Rispettare i seguenti siti equivale ad avere un livello di conformità AA:
- Alternative testuali: tutti i tipi di contenuti testuali devono avere una controparte non testuale che deve soddisfare le varie necessità dell’utente. Per esempio il testo deve essere convertito in stampa con caratteri Braille o più grandi, deve essere letto mediante sintetizzatori vocali o altre modalità ancora.
- Alternative alle immagini: tutte le immagini devono avere il tag ALT all'interno del tag IMAGE che descrive il contenuto dell'immagine. Meglio se presenti anche i tag TITLE, LONGDESC e CAPTION. Anche il nome dell'immagine deve descriverne il contenuto.
- Contenuti audio, video e animazioni: tutti i tipi di contenuti non testuali devono avere una controparte testuale.
- Adattabilità: tutti i contenuti dovranno essere presentati in diverse modalità senza comprometterne le informazioni ne la struttura.
- Distinguibilità: tutti i contenuti dovranno essere facilmente distinguibili facilitandone l'utilizzo mediante specifiche tecniche come separando i contenuti dallo sfondo.
- Accessibile da tastiera: tutte le funzionalità devono essere completamente disponibili anche da tastiera.
- Adeguata disponibilità di tempo: tutti i contenuti devono essere visualizzabili entro un tempo sufficiente per l'utente.
- Crisi epilettiche: non sviluppare contenuti che possano provocare crisi epilettiche.
- Navigabile: fornire funzionalità di supporto alla navigazione affinché l’utente possa trovare i contenuti e determinare la propria posizione.
- Leggibile: fornire il contenuto testuale in maniere leggibile e comprensibile.
- Prevedibile: sviluppare pagine web prevedibili, che siano intuitive per l'utente.
- Assistenza nell’inserimento di dati e informazioni: aiutare l’utente nella compilazione di campi e facilitare la correzione di eventuali errori.
- Compatibile: assicurare la totale compatibilità con le tecnologie assistive. Ad esempio tecnologie deprecate per la realizzazione di siti web come HTML4, Adobe Flash, il tag TABLE e il Tag IFRAME per creare l'intero layout del sito sono sconsigliate poiché riducono l'accessibilità e sono poco compatibili con le tecnologie assistive[2][3][4].

#### Compatibilità con i browser
Tutto ciò che comprende il sito deve essere fruibile e compatibile con almeno i seguenti browser:
- Internet Explorer 10+
- Edge 12+
- Safari 8+
- Google Chrome (ultime versioni)
- Opera (ultime versioni)
- Mozilla Firefox (ultime versioni)
- IE Mobile 10+
- iOS Safari 8+ (versione del sistema operativo)
- Android Browser 4+ (versione del sistema operativo)

L’aspetto del sito non deve essere necessariamente uguale su tutti i browser; vanno rese identiche le funzionalità del sito.

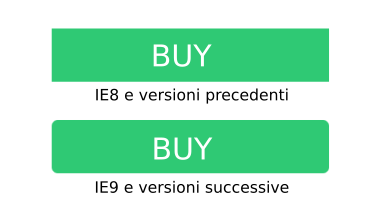
Questo bottone usa il comando "border radius" di CSS3. Le versioni di Internet Explorer 8 e precedenti non visualizzavano questo comando e l'utente vedeva gli angoli squadrati (graceful degradation). Gli utenti che usavano Internet Explorer 9 e successive vedevano gli angoli arrotondati (progressive enhancement). In entrambi i casi il bottone non perdeva accessibilità, il suo utilizzo era in ogni caso possibile.

#### Tecniche per la compatibilità
Vi sono principalmente 2 tecniche che gli sviluppatori usano per ottimizzare l’accessibilità:
- Graceful degradation: il programmatore si fa carico di verificare se il sito sia navigabile anche mediante l’utilizzo di tecnologie più obsolete o meno interattive.
- Progressive enhancement: il sito ha una base solida con funzioni basilari le quali si arricchiscono man mano che il dispositivo diventa più potente.

Infine affinché il sito web sia pienamente compatibile deve poter rilevare il dispositivo che lo sta navigando. Deve quindi essere in grado di capire l'user agent, ovvero il browser e il sistema operativo che il dispositivo sta utilizzando, la risoluzione dello schermo e il tipo di media.

## Attuazione

### Revisioni per l'accessibilità dei siti web
Un crescente numero di organizzazioni, compagnie e consulenti offrono revisioni di accessibilità dei siti web. Queste revisioni, un tipo di test del sistema, identificano i problemi di accessibilità che esistono nel sito web, e forniscono consigli e dritte sui passi che bisogna fare per correggere questi problemi.
Un insieme di metodi sono usati per revisionare l’accessibilità dei siti web:
- Strumenti automatici sono disponibili, che possono identificare alcuni dei problemi presenti. A seconda dello strumento, il risultato può variare notevolmente, rendendo difficile il confronto dei risultati dei test.
- Revisioni di tecnici esperti, conoscenza nelle tecnologie e nell'accessibilità del web design, possono rivedere una selezione rappresentativa di pagine e fornire dettagli e consigli basati sulle loro scoperte.
- Test dell’utente, supervisionato da esperti tecnici, prevede l'impostazione di attività per gli utenti ordinari per l'esecuzione sul sito web e la revisione dei problemi che questi utenti incontrano durante il tentativo di svolgere i propri compiti.

Ognuno di questi metodi ha i suoi punti di forza e debolezze:
- Gli strumenti automatizzati possono elaborare molte pagine in un tempo relativamente breve, ma possono solo identificare alcuni dei problemi di accessibilità che potrebbero essere presenti nel sito web.
- La revisione tecnica degli esperti individuerà molti dei problemi che esistono, ma il processo richiede tempo e molti siti web sono troppo grandi per consentire a una persona di rivedere ogni pagina.
- Il test degli utenti combina elementi di usabilità e test di accessibilità ed è utile per individuare i problemi che altrimenti potrebbero essere trascurati, ma deve essere utilizzato con coscienza per evitare il rischio di basare le decisioni di progettazione sulle preferenze di un utente.

Idealmente, una combinazione di metodi dovrebbe essere utilizzata per valutare l'accessibilità di un sito web.

### Rimedio ai siti web inaccessibili
Una volta che è stata condotta una revisione di accessibilità e sono stati individuati errori di accessibilità, gli errori dovranno essere rimediati per garantire che il sito sia conforme agli errori di accesso. Il modo tradizionale di correzione di un sito web inaccessibile è andare nel codice sorgente, riprogrammare gli errori, e infine testare che i bug siano risolti. Se il sito web non è predisposto per essere rivisto nel prossimo futuro, tale errore (e altri) resterebbero sul sito per lungo tempo, eventualmente violando le linee guida per l’accessibilità. Poiché questo è un processo complicato, molti proprietari di siti web scelgono di costruire l'accessibilità in un nuovo sito di progettazione o di rilancio, in quanto può essere più efficace per sviluppare il sito per conformarsi alle linee guida per l'accessibilità, piuttosto che per rimediare gli errori più tardi.

### Applicazioni web accessibili e WAI-ARIA
Per essere accessibile una pagina Web, è necessario disporre di tutte le semantiche importanti sulla funzionalità della pagina, in modo che la tecnologia assistiva possa comprendere e elaborare il contenuto e adattarla all'utente. Tuttavia, poiché i contenuti diventano sempre più complessi, i tag e gli attributi standard HTML diventano inadeguati nel fornire semantica attendibile. Le applicazioni Web moderne applicano spesso gli script agli elementi per controllare la loro funzionalità e per consentirgli di agire come un controllo o un'altra componente dinamica. Questi componenti personalizzati o widget non forniscono un modo per trasmettere informazioni semantiche all'agente utente. WAI-ARIA (Accessible Rich Internet Applications) è una specifica pubblicata dal World Wide Web Consortium che specifica come incrementare l’accessibilità dei contenuti dinamici e i componenti dell’interfaccia utente sviluppati in Ajax, HTML, JavaScript e tecnologie relative. L'ARIA consente l'accessibilità consentendo all'autore di fornire tutta la semantica per descrivere appieno il suo comportamento supportato. Consente inoltre a ciascun elemento di esporre gli stati e le proprietà attuali e le relative relazioni tra altri elementi. Anche i problemi di accessibilità con la tabulazione sono corretti.

### Tecnologie ausiliarie utilizzate per la navigazione web
Gli individui che vivono con una disabilità usano tecnologie assistive come le seguenti, per abilitare e assistere la navigazione in rete:
- Software di lettura schermo, che può leggere usando un discorso sintetizzato, anche gli elementi selezionati di cosa viene mostrato sul monitor (utili per gli utenti con difficoltà di lettura o apprendimento), o che possono leggere tutto ciò che sta succedendo nel computer (usati da non vedenti e utenti con disabilità visive).
- Terminali Braille, consistono in un display braille riaggiornabile che rende i testi come caratteri braille (di solito per mezzo di perni che si alzano attraverso fori su una superficie piana) e anche una tastiera principale o una tastiera braille.
- Software di ingrandimento schermo, che allarga quello che viene mostrato sul monitor del computer, rendendo più facile la lettura per utenti con problemi di vista.
- Software di riconoscimento vocale che possono accettare comandi vocali per il computer, o modificare la dettatura in testi grammaticalmente corretti, utilizzati per quei tipi di utenti che hanno difficoltà a usare il mouse o la tastiera.
- Sporgenze sulla tastiera, che possono far digitare in modo più accurato per chi ha difficoltà motorie.
- Accesso ai sottotitoli o video con linguaggio dei segni per persone sorde.

## Linee guida su un design web accessibile

### Linee guida per l'accessibilità dei contenuti web
Articolo principale: Web Content Accessibility Guidelines
Nel 1999 "Web Accessibility Initiative" (WAI), un progetto del “World Wide Web Consortium” (W3C), ha pubblicato le linee guida per l’accessibilità ai contenuti web WCAG 1.0.
L’11 dicembre 2008, il WAI ha reso disponibile il WCAG 2.0 come una raccomandazione. Il WCAG 2.0 ha lo scopo di essere più aggiornato e più neutrale alla tecnologia. Anche se i progettisti web possono scegliere anche gli standard da seguire, il WCAG 2.0 è stato ampiamente accettato come le linee guida di come creare siti web accessibili. I governi stanno fermamente adottando il WCAG 2.0 come l’accessibilità standard per i suoi siti web.
Nel 2012 le "Web Content Accessibility Guidelines" vengono anche pubblicate come uno standard ISO/IEC: “ISO/IEC 40500:2012: Information Technology – W3C Web Content Accessibility Guidelines (WCAG) 2.0”.
I cardini di questa guida sono:
1. Percepibilità: i contenuti del sito e l’intera interfaccia utente devono essere implementati in modo tale che possano essere visualizzati senza problemi da qualsiasi dispositivo sensoriale.
2. Utilizzabilità: tutti in componenti dell’interfaccia devono essere utilizzabili senza alcun problema dall’utente.
3. Comprensibilità: tutti gli utenti devono poter capire come utilizzare l’interfaccia utente e tutti i servizi messi a disposizione dal sito.
4. Robustezza: il contenuto deve essere ottimizzato affinché possa essere compreso da tutti i software e da tutte le tecnologie assistive.

#### Giudizio sulle linee guida WAI
Ci sono state critiche sul processo W3C, rivendicando che non mettono sufficientemente l’utente nel cuore del processo. C’era un’obiezione formale, alla rivendicazione originale di WCAG che il WCAG 2.0 affronterà i requisiti per le persone con difficoltà d’apprendimento e limitazioni cognitive guidate da Lisa Seeman e firmate da 40 organizzazioni e persone. Negli articoli come “WCAG 2.0: The new W3C guidelines evaluated”, “To Hell with WCAG 2.0” e “Testability Costs Too Much”, il WAI è stato criticato per aver permesso al WCAG 1.0 di diventare sempre più fuori passo con le tecnologie e le tecniche di oggi per creare e consumare i contenuti web, per il lento ritmo di sviluppo del WCAG 2.0, per rendere le nuove linee guida difficili da navigare e capire, e altri difetti argomentati.

### Altre linee guida

#### Canada
Nel 2011, il governo canadese ha iniziato una fase di implementazione di un nuovo set di standard web che mirano a garantire che i siti web governativi siano accessibili, utilizzabili, interoperabili e ottimizzati per dispositivi mobili. Questi standard sostituiscono “Common Look” e “Feel 2.0” (CLF 2.0) standard per internet.
Il primo di questi quattro standard, “Standard sull’accessibilità web” è entrato in vigore il 31 luglio 2013. Lo Standard sull’accessibilità web segue le “Web Content Accessibility Guidelines” (WCAG) 2.0 AA, e contiene una lista di esclusioni che vengono aggiornate annualmente. È accompagnato da una esplicita metodologia di valutazione che aiuta i reparti governativi a rispettare. Il governo ha anche sviluppato il “Web Experience Toolkit” (WET) , un insieme di componenti web riutilizzabili per costruire siti web innovativi. Il WET aiuta i reparti governativi a costruire innovativi siti web che siano accessibili, usabili e interoperabili e perciò completamente a norma con gli standard governativi. Il WET è open source e disponibile per ogni uso.
I 3 standard web relativi sono: lo standard sull’ottimizzazione dei siti web e applicazioni per dispositivi mobili, lo standard sull’usabilità web e lo standard sull’interoperabilità web.

#### Filippine
Come parte delle iniziative sull’accessibilità web nelle Filippine, il governo attraverso il Consiglio Nazionale per il Welfare delle Persone Disabili (NCWDP) ha approvato la raccomandazione di formare un gruppo ad hoc di sistemisti web che aiuteranno l’implementazione del “Biwako Millennium Framework” creato dall’UNESCAP.
Le Filippine erano anche il paese dove si è tenuto un seminario interregionale e un workshop di dimostrazione regionale sulle informazioni accessibili e sulle tecnologie delle comunicazioni (ICT) alle persone con disabilità, dove sono stati rappresentati undici paesi dall’Asia al Pacifico.
Le "Manila Accessible Information and Communications Technologies Design Recommendations" sono state redatte e adottate nel 2003.

#### Spagna
In Spagna, UNE 139803 è la norma incaricata alla regolamentazione dell’accessibilità web. Questo standard è basato sulle linee guida dell’accessibilità dei contenuti web 1.0.

#### Svezia
In Svezia, il Verva, l’agenzia svedese sullo sviluppo amministrativo è responsabile per un set di linee guida per i siti web dei settori pubblici svedesi. Attraverso le linee guida, l’accessibilità web è presentata come una parte integrante del processo di sviluppo complessivo e non come una questione separata. Le linee guida svedesi contengono criteri che coprono l’intero ciclo di vita di un sito web; dalla sua concezione alla pubblicazione dei contenuti web live. Questi criteri indirizzano diversa aree che dovrebbero essere considerate, includendo:
- Accessibilità
- Usabilità
- Standard web
- Privacy
- Architettura di informazione
- Sviluppo contenuti per il web
- Content Management Systems (CMS) / selezione di strumenti per gli autori
- Sviluppo di contenuti web per dispositivi mobili

Una traduzione inglese è stata rilasciata in aprile del 2008: "Swedish National Guidelines for Public Sector Websites". La traduzione è basata sull’ultima versione delle linee guida che sono state rilasciate nel 2006.

#### Regno Unito
In dicembre il Regno Unito ha distribuito lo standard "BS 8878:2010 Web accessibility. Code of practice." Questo standard effettivamente sostituisce PAS 78 (pub. 2006). PAS 78, creato dalla Commissione per i diritti delle persone disabili. Lo standard è stato progettato per introdurre professionisti non tecnici per migliorare l’accessibilità, l’usabilità e l’esperienza dell’utente per disabili e persone anziane. Sarà particolarmente utile a chiunque altro questo argomento poiché fornisce indicazioni sul processo, piuttosto che su questioni tecniche e di progettazione. BS 8878 è consistente con “Equality Act 2010” ed è indicato nel piano d’azione di accessibilità del governo britannico come basi di consulenza aggiornata sullo sviluppo di servizi accessibili online. Comprende le raccomandazioni per:
- Incorporare le persone disabili nel processo di sviluppo e utilizzare strumenti automatizzati per assistere con i test di accessibilità
- La gestione delle linee guida e dei processi per il mantenimento di linee guida e specifiche di accessibilità esistenti

BS 8878 è destinato a chiunque sia responsabile delle politiche che riguardano la creazione di prodotti web all'interno della loro organizzazione, e direttive contro tali politiche. Inoltre, assiste le persone responsabili della promozione e del sostegno delle iniziative di uguaglianza e inclusione all'interno di organizzazioni e persone coinvolte nell'acquisizione, creazione o formazione di prodotti e contenuti web. Un riepilogo di BS 8878 è disponibile per aiutare le organizzazioni a capire meglio come lo standard può aiutarli a incorporare l'accessibilità e il design inclusivo nei propri processi aziendali.

#### Giappone
Le linee guida di accessibilità dei contenuti web in Giappone è stato costituito nel 2004 come JIS (Japanese Industrial Standard) X 8341-3. JIS X 8341-3 è stato rivisto nel 2010 per adottare il WCAG 2.0. La nuova versione, pubblicata dalla "Web Accessibility Infrastructure Commission" (WAIC), ha gli stessi 4 principi, 12 linee guida e 61 criteri di successo come il WCAG 2.0.

## Linee guida per componenti diversi

### Authoring Tool Accessibility Guidelines (ATAG)
- ATAG contengono 28 punti di controllo che forniscono indicazioni su:
  - Produrre output accessibile che soddisfi gli standard e le linee guida
  - Promuovere l’autore del contenuto per informazioni relative all'accessibilità
  - Fornire metodi di controllo e correzione di contenuti inaccessibili
  - Integrare l’accessibilità nella grafica e nella sensazione complessiva
  - Rendere lo strumento di creazione accessibile alle persone con disabilità

### Web Content Accessibility Guidelines (WCAG)
- WCAG 1.0 (5 maggio 1999): 14 linee guida che sono principi generali di design accessibile
- WCAG 2.0 (11 dicembre 2008): 4 principi che formano le fondamenta per l’accessibilità web; 12 linee guida che sono gli scopi a cui gli autori dovrebbero ispirarsi nelle fasi di sviluppo e 65 criteri di successo verificabili. Le tecniche del W3C per le WCAG 2.0 sono una lista di tecniche che supporta gli sviluppatori a soddisfare le linee guida e i criteri di successo. Le tecniche sono periodicamente aggiornate mentre i principi, le linee guida e i criteri di successo sono stabili e non cambiano se non con le nuove versioni della specifica.
- WCAG 2.1 (5 giugno 2018): Rispetto alle WCAG 2.0 su cui si basano, contengono 13 linee guida e 82 criteri di successo. Sono state estese con una nuova linea guida e 17 nuovi criteri di successo per soddisfare, dopo 10 anni, le richieste provenienti dagli utenti, in particolar modo per l'accessibilità dei contenuti Web fruibili con periferiche mobili.

### User Agent Accessibility Guidelines (UAAG)
- UAAG contengono un insieme completo di punti di controllo che ricoprono:
  - Accesso a tutti i contenuti
  - Controllo completo dell’utente su come viene visualizzato il contenuto
  - Controllo utente sull’interfaccia utente
  - Interfacce di programmazione standard

## Legislazione dell'accessibilità web
A causa della crescita dell’uso di internet e della sua crescente importanza nella vita quotidiana, i paesi in tutto il mondo stanno indirizzando la questione di accesso digitale attraverso la legislazione. Un approccio è proteggere gli accessi ai siti web per le persone con disabilità utilizzando leggi esistenti di diritti umani e civili. Alcuni paesi, come gli USA, proteggono gli accessi per persone con disabilità attraverso il processo di approvvigionamento tecnologico. È comune per le nazioni che supportano e adottano le linee guida per l’accessibilità dei contenuti web (WCAG 2.0) facendo riferimento alle linee guida della loro legislazione.

### Australia
Nel 2000, un cieco australiano ha vinto $20,000 in una causa giudiziaria contro la commissione organizzatrice dei giochi olimpici di Sidney (SOCOG). Questo fu il primo caso di successo nel quadro del "Disability Discrimination Act" del 1992 perché SOCOG ha fallito nella creazione del suo sito ufficiale dei giochi olimpici di Sydney, non adeguatamente accessibile agli utenti ciechi. La "Human Rights and Equal Opportunity Commission" (HREOC) ha anche pubblicato “World Wide Web Access: Disability Discrimination Act Advisory Notes". Tutti i governi in Australia dispongono anche di politiche e linee guida che richiedono siti web accessibili; Vision Australia mantiene una lista completa delle politiche australiane per l’accessibilità dei siti web.

### Brasile
In Brasile, il governo federale ha pubblicato un documento con le linee guida per l’accessibilità il 18 gennaio 2005, per pubblica visione. Il 14 dicembre dello stesso anno, è stata pubblicata la seconda versione, includendo le impressioni fatte sulla prima versione del documento. Il 7 maggio 2007, le linee guida di accessibilità del documento diventarono obbligatorie per tutti i siti federali. L’attuale versione del documento, che segue le linee guida del WCAG 2.0, è chiamato e-MAG, "Modelo de Acessibilidade de Governo Eletrônico", modello di accessibilità del governo elettronico, ed è mantenuto dal ministero brasiliano della gestione, pianificazione e del bilancio. Il documento può essere visto e scaricato sul sito ufficiale.

### Unione Europea
In febbraio 2014 un progetto di legge è stato approvato dal Parlamento Europeo sancendo che tutti i siti web gestiti da settori pubblici debbano essere resi accessibili a tutti.
Il 26 ottobre 2016, il Parlamento Europeo ha accettato una direttiva che richiedeva che i siti web e le app per dispositivi mobili del settore pubblico dovevano essere accessibili. I requisiti rilevanti di accessibilità sono descritti nello standard europeo EN 301 549 V1.1.2 (pubblicato dal ETSI). Negli stati membri dell’Unione Europea dovrebbero entrare in vigore entro il 23 settembre 2018 leggi e regolamenti che attuano i relativi requisiti di accessibilità. I siti web dei settori pubblici dovrebbero rispettarle dal 23 settembre 2018; le applicazioni mobili dal 23 giugno 2021. Alcune categorie di siti web e applicazioni sono esclusi dalla direttiva, per esempio siti web e applicazioni mobili delle emittenti di servizio pubblico. Dovranno applicare le misure nel seguente modo:
- I siti web messi in rete dal 23 settembre 2018 dovranno applicare le direttive entro il 23 settembre 2019
- I siti web messi in rete prima del 23 settembre 2018 avranno un anno in più per applicare la normativa ovvero entro il 23 settembre 2020
- Le applicazioni mobili dovranno applicare la norma entro il 23 giugno 2021

La commissione europea per il “Rolling Plan for ICT Standardisation 2017” ha constatato che ETSI lo standard EN 301 549 V1.1.2 aveva bisogno di essere aggiornato aggiungendo requisiti di accessibilità per applicazioni mobili e metodologie di valutazione per testare la conformità con gli standard. La nuova versione EN 301 549 V2.1.2 (06-2018) recepisce, per l'ambito Web, le nuove WCAG 2.1.

### Irlanda
In Irlanda, il "Disability Act" del 2005 richiede che dove un ente pubblico comunica in forma elettronica con una o più persone, i contenuti della comunicazione devono essere, per quanto possibile, “ accessibili alle persone con indebolimento visivo a cui è disponibile la tecnologia adattiva” (sezione 28(2)). L’autorità nazionale sulla disabilità ha prodotto un codice pratico dando le direttive agli enti pubblici di come rispettare gli obblighi dell’atto. Questo è un codice di pratica approvato e le sue disposizioni hanno forza di obblighi legali vincolanti. Esso afferma che un ente pubblico può raggiungere la conformità con la sezione 28(2) di “ revisione delle pratiche esistenti per le comunicazioni elettroniche in termini di accessibilità contro rilevanti standard e linee guida”, dando l’esempio di “Double A conformance with the Web Accessibility Initiative's (WAI) Web Content Accessibility Guidelines (WCAG)".

### Israele
Il ministro israeliano della giustizia ha recentemente pubblicato le regolamentazioni richiedendo ai siti web di rispettare lo standard israeliano 5568, che è basato sulle linee guida dell’accessibilità dei contenuti web 2.0 W3C. Le principali differenze tra lo standard israeliano e lo standard W3C concernono i requisiti di fornire didascalie e testi per media audio e video. Gli standard israeliani sono un po’ più indulgenti, riflettendo le attuali difficoltà tecniche nel fornire tali didascalie e testi in ebraico.

### Italia
In Italia, l’accessibilità web è regolamentata dalla così chiamata “Legge Stanca”, formalmente atto n.4 del 9 gennaio 2004, ufficialmente pubblicato sulla gazzetta ufficiale il 17 gennaio 2004. Tale legge definisce cosa sia l'accessibilità web e le tecnologie assistive in Italia. Tramite la promulgazione di questa legge la Repubblica riconosce il diritto di ogni cittadino ad accedere e utilizzare tutte le informazioni e servizi presenti online. In particolare si tutela il diritto ad utilizzare servizi informatici che richiedono l'utilizzo di sistemi informatici e telematici, da parte delle persone disabili. L'obbligo dell'applicazione della legge è ristretta ai soli siti della pubblica amministrazione e ai servizi di pubblica utilità nonché ai soggetti che beneficiano di contributi pubblici per lo sviluppo di servizi informatici. L’atto originale è basato su un adattamento delle WCAG 1.0. Il 20 marzo 2013 gli standard richiesti della legge Stanca sono stati aggiornati al WCAG 2.0. Nel consiglio dei ministri dell'8 agosto 2018 è stato approvato l'aggiornamento della legge Stanca per allinearla alla direttiva Europea in materia di accessibilità Web e mobile.

#### Ruolo dell'Agenzia per l’Italia Digitale
L'Agenzia per l'Italia digitale (AgID) svolge diverse attività nell'ambito dell’accessibilità:
- assiste le pubbliche amministrazioni nel controllare il corretto utilizzo della normativa
- mette a disposizione modelli per l’autovalutazione che le pubbliche amministrazioni devono compilare entro il 31 marzo di ogni anno
- gestisce le segnalazioni di inaccessibilità
- gestisce l’elenco dei valutatori di accessibilità
- concede il logo di accessibilità a chi lo richiede
- definisce e pubblica le: “Specifiche tecniche sulle postazioni di lavoro” per i lavoratori disabili
- controlla i siti web delle amministrazioni con lo scopo di far rispettare i requisiti tecnici di accessibilità
- risponde a domande poste dagli enti riguardo l’accessibilità dei siti
- aggiorna la pubblica amministrazione sui temi di accessibilità
- Partecipa alle riunioni dell'Osservatorio Nazionale sulle Disabilità (OND)

### Norvegia
In Norvegia, l’accessibilità web è un’obbligazione legale sotto la legge del 20 giugno 2008 n.42 relativa a una proibizione contro la discriminazione sulle basi della disabilità, anche conosciuta come la legge di accessibilità anti discriminazione. La legge è entrata in vigore nel 2009, e il ministero dell’amministrazione del governo, riforma e affari della chiesa ha pubblicato le regolamentazioni per una progettazione universale delle soluzioni di informazione e comunicazione tecnologica (ICT) nel 2013. La regolamentazione richiede conformità con le linee guida per l’accessibilità dei contenuti web 2.0 (WCAG 2.0) / NS / ISO / IEC 40500: 2012, livello A e AA con alcune eccezioni. L’agenzia norvegese per la gestione pubblica e l’eGovernment (Difi) è responsabile per sorvegliare che le soluzioni ICT destinate al pubblico siano conformi ai requisiti legislativi e normativi.

### Regno Unito
Nel Regno Unito, l’"Equality Act 2010" non si riferisce esplicitamente all’accessibilità dei siti web, ma rende illegale discriminare contro persone con disabilità. L’atto si applica a chiunque offre un servizio: pubblico, privato e settori di volontariato. Il “Code of Practice: Rights of Access – Goods, Facilities, Services and Premises document” pubblicato dalla Commissione governativa per l’uguaglianza e i diritti umani, per accompagnare la legge si riferisce esplicitamente ai siti web come uno dei “servizi al pubblico” che dovrebbe essere considerato coperto dalla legge.

### USA
Negli Stati Uniti, la sezione 508 modifica della legge di riabilitazione del 1973 richiede che tutte le agenzie elettroniche e di tecnologia informatica federali siano accessibili a quelli con disabilità. Entrambi i membri dell’impiego pubblico e federale hanno il diritto di accedere a questa tecnologia, come computer fisici e software, siti web, sistemi di telefonia e fotocopiatrici. Anche la sezione 504 dell’atto di riabilitazione proibisce la discriminazione sulle basi della disabilità per enti che ricevono fondi federali e sono stati citati in cause multiple contro organizzazioni, come ospedali, che ricevono fondi federali tramite medicare/medicaid.
In aggiunta, "Title III of the Americans with Disabilities Act (ADA)" proibisce le discriminazioni sulle basi della disabilità. C’è qualche dibattito sulla questione, diversi tribunali e il dipartimento di giustizia statunitense hanno assunto la posizione che l’ADA richiede agli operatori e ai proprietari di siti web e applicazioni, di adottare misure per rendere i loro siti web e applicazioni accessibili alle persone disabili e compatibili con le comuni tecnologie assistive, come il lettore di schermo JAWS, mentre altri tribunali hanno assunto la posizione che l’ADA non è applicabile online. Il dipartimento statunitense di giustizia ha omologato lo standard WCAG2.0AA come uno standard appropriato per l’accessibilità in multipli accordi.

## Esempi

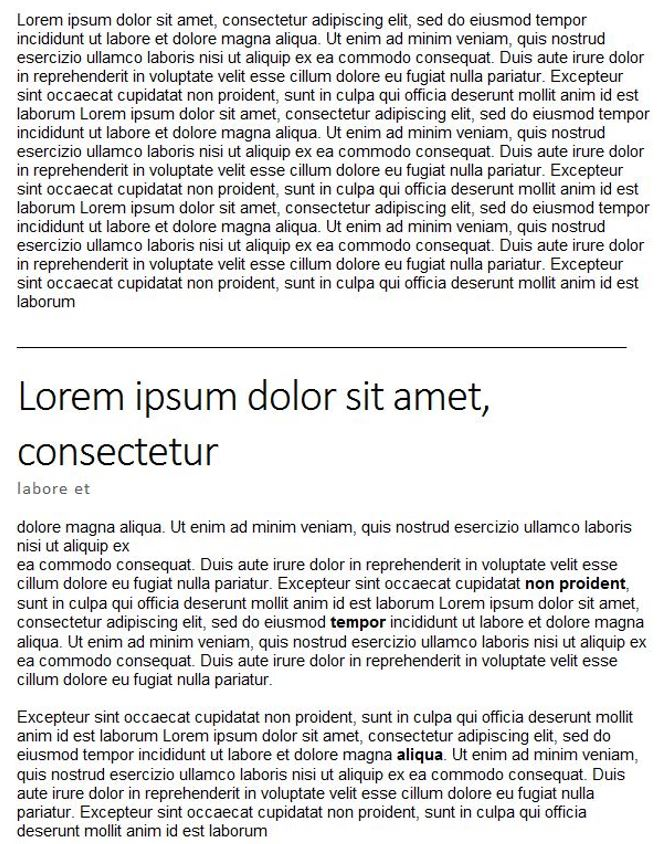
Una gerarchia tipografica crea una buona accessibilità. Il primo paragrafo è un muro di testo tutto uguale mentre il secondo ha un titolo, un sottotitolo, due paragrafi e dei grassetti
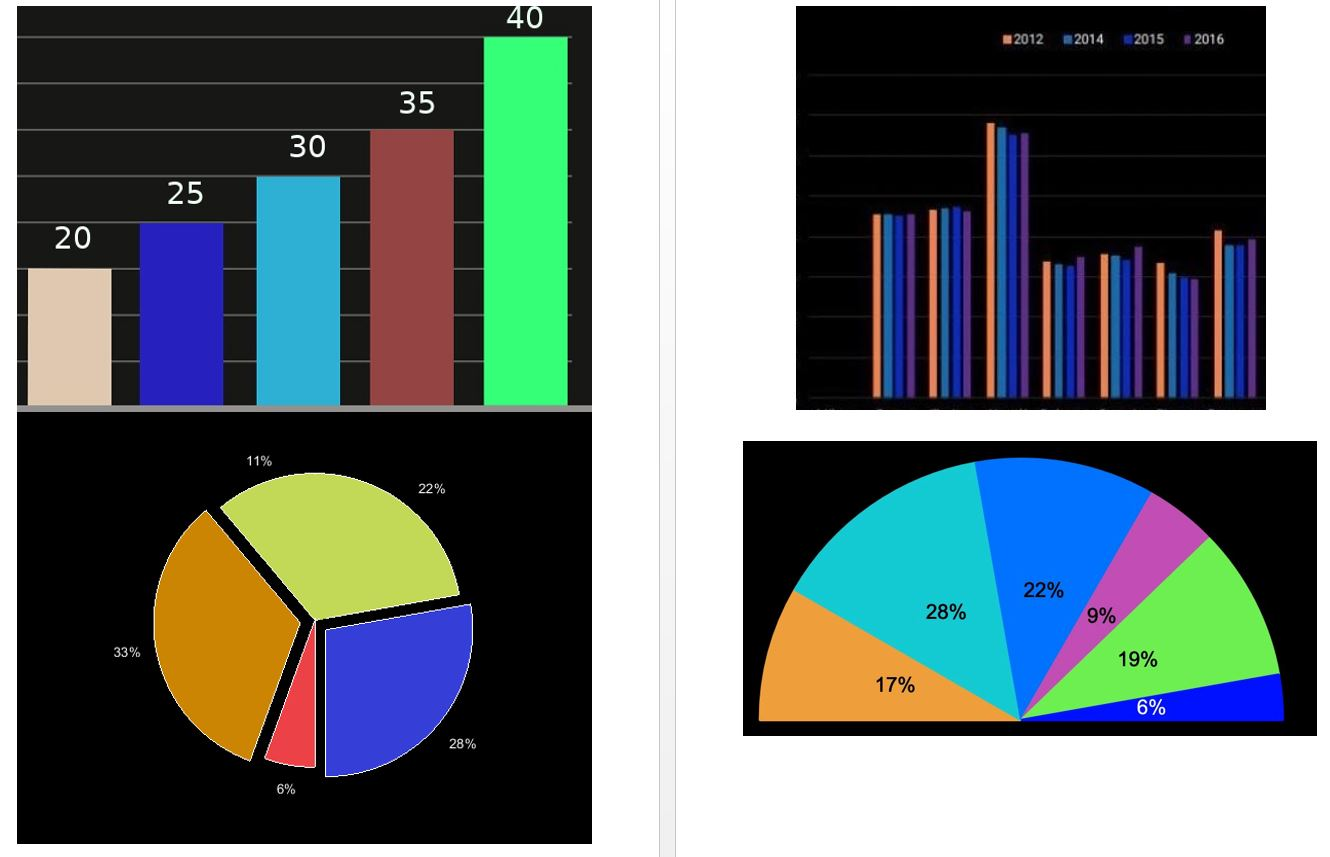
I dati rappresentati nei grafici a sinistra possono essere interpretati correttamente dagli ipovedenti e dai daltonici poiché le informazioni non sono connesse ai colori. A destra invece le informazioni sono strettamente connesse ai colori
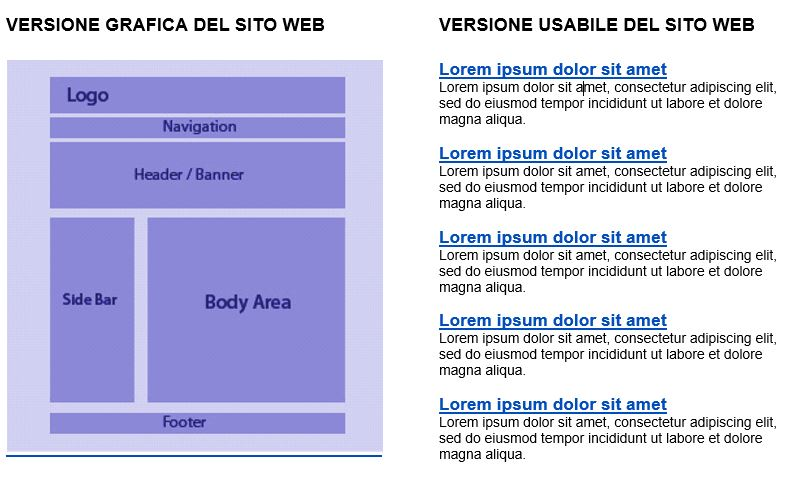
A sinistra un sito web con parte grafica. A destra lo stesso sito ma in versione più accessibile, con soli testo e link ma senza un layot elaborato